# Comtat de Cabra
El Comtat de Cabra és un títol nobiliari espanyol atorgat pel rei Enrique IV el 2 de novembre de 1455 a Diego Fernández de Còrdova i Montemayor, I Vescomte de Iznájar. El Comtat de Cabra té Grandesa d'Espanya Immemorial, concretament la tercera més antiga d'Espanya.
El seu nom es refereix al municipi andalús de Cabra, a la província de Còrdova. Aquest títol ho porta el cap de la Casa de Cabra.

## Comtes de Cabra
| Titular                                  | Període |                                          |
| Primera creació per Enric II de Castella | Primera creació per Enric II de Castella                                                                             | Primera creació per Enric II de Castella |
| ---------------------------------------- | --- | ---------------------------------------- |
| I                                        | Enric de Castella | 1380-1404                                |
| Segona creació per Enric IV de Castella  | |                                          |
| I                                        | Diego Fernández de Córdoba i Montemayor                                                                              | 1455-1481                                |
| II                                       | Diego Fernández de Còrdova i Carrillo de Albornoz                                                                    | 1481-1487                                |
| III                                      | Diego Fernández de Còrdova i Mendoza                                                                                 | 1487-1525                                |
| IV                                       | Luis Fernández de Còrdova i Zúñiga                                                                                   | 1525-1526                                |
| V                                        | Gonzalo Fernández de Córdoba y Fernández de Córdoba                                                                  | 1526-1578                                |
| VI                                       | Francisca Fernández de Còrdova i Fernández de Còrdova                                                                | 1578-1597                                |
| VII                                      | Antonio Fernández de Córdoba i Cardona                                                                               | 1597-1606                                |
| VIII                                     | Luis Fernández de Còrdova i Aragó                                                                                    | 1606-1642                                |
| IX                                       | Antonio Fernández de Còrdova i Rojas                                                                                 | 1642-1659                                |
| X                                        | Francisco Fernández de Còrdova i Pimentel (També conegut com Francisco Fernández de Còrdova Folc de Cardona i Aragó) | 1659-1681                                |
| XI                                       | Francisco Fernández de Còrdova i Fernández de Còrdova                                                                | 1681-1685                                |
| XII                                      | Félix Fernández de Còrdova i Fernández de Còrdova                                                                    | 1685-1709                                |
| XIII                                     | Francisco Fernández de Còrdova i Aragó                                                                               | 1709-1710                                |
| XIV                                      | Francisco Javier Fernández de Còrdova i Aragó                                                                        | 1710-1735                                |
| XV                                       | Ventura Francisca Fernández de Còrdova i Folch de Cardona i Aragó                                                    | 1735-1768                                |
| XVI                                      | Ventura Osorio de Moscoso i Fernández de Còrdova                                                                     | 1768-1783                                |
| XVII                                     | Vicente Joaquín Osorio de Moscoso i Guzmán                                                                           | 1783-1816                                |
| XVIII                                    | Vicente Isabel Osorio de Moscoso i Álvarez de Toledo                                                                 | 1816-1837                                |
| XIX                                      | Vicente Pío Osorio de Moscoso i Ponce de León                                                                        | 1837-1864                                |
| XX                                       | José María Osorio de Moscoso i Carvajal                                                                              | 1864-1881                                |
| XXI                                      | Luis Osorio de Moscoso i Borbó                                                                                       | 1881-1924                                |
| XXII                                     | Francisco Osorio de Moscoso i Jordán de Urríes                                                                       | 1924-1925                                |
| XXIII                                    | Ramón Osorio de Moscoso i Taramona                                                                                   | 1925-1936                                |
| XXIV                                     | María del Perpetu Socors Osorio de Moscoso i Reynoso                                                                 | 1939-1952                                |
| XXV                                      | Fernando Baró i Osorio de Moscoso                                                                                    | 1952-1978                                |
| XXVI                                     | María del Pilar Paloma de Casanova i Baró                                                                            | 1978-2012                                |
| XXVII                                    | Álvaro Francisco López Becerra de Solé i Casanova                                                                    | 2012-actualitat                          |

## Comtat de Cabra anterior a 1455
Amb anterioritat a la concessió del comtat de Cabra a Diego Fernández de Còrdova i Montemayor, Enrique II havia concedit aquest títol a Enrique de Castella, fill natural seu amb la cordovesa Juana de Sousa, que va morir sense descendència, I duc de Medina Sidonia.